# Clive Woodward
Pour les articles homonymes, voir Woodward.

a Compétitions nationales et continentales officielles uniquement.

b Matchs officiels uniquement.
Dernière mise à jour le 13 mars 2021.
Clive Ronald Woodward, dit Clive Woodward, né le 6 janvier 1956 à Ely (Cambridgeshire), est un joueur de rugby à XV évoluant au poste de centre, reconverti ensuite en tant qu'entraîneur puis comme consultant et chroniqueur pour The Guardian et pour ITV Sport (en).
Il remporte le Grand Chelem en tant que joueur en 1980 et conduit l'équipe d'Angleterre à la victoire lors de la Coupe du monde en 2003.

## Situation personnelle
Clive Woodward est né le 6 janvier 1956 à Ely dans le Cambridgeshire. Son père était pilote dans la Royal Air Force. Il commence sa scolarité à Édimbourg et fut plus tard envoyé sur un navire-école, le HMS Conway (en). Il rencontra le futur chef du Parti conservateur Iain Duncan Smith durant cette période. Son père désapprouvant son choix de devenir joueur de football professionnel, il poursuivit ses études. Il tenta d'obtenir une licence de droit à l'université Durham, mais il renonça après avoir constaté qu'il manquait de capacités pour l'obtenir.

## Carrière de joueur
En même temps que sa carrière de joueur, il travaille comme banquier d'affaires à la City.
En 1979, il rejoint les Leicester Tigers.
Le 19 janvier 1980, il fait ses grands débuts avec l'équipe d'Angleterre en entrant lors de la deuxième mi-temps du match contre l'Irlande lors du premier match du Tournoi des cinq nations, en remplacement de Tony Bond victime d'une fracture du tibia. Il dispute deux des quatre test matchs contre l'Afrique du Sud lors de la tournée des Lions.

## Carrière d'entraîneur

### Équipe d'Angleterre (1997-2004)
En septembre 1997, Woodward est nommé comme nouveau sélectionneur de l'équipe d'Angleterre après la démission de son prédécesseur, Jack Rowell,,,. Malgré son manque d'expérience, il avait réussi à devancer l'autre favori, l'Écossais Ian McGeechan alors entraîneur des Northampton Saints,. Ses débuts comme sélectionneur sont pourtant compliqués, avec deux nuls et deux défaites contre l'Australie, l'Afrique du Sud et la Nouvelle-Zélande,. Il attend la sixième rencontre pour remporter sa première victoire comme sélectionneur, avec une victoire 60 à 26 contre le Pays de Galles lors du deuxième match du Tournoi des Cinq Nations 1998.
Son premier gros accroc intervient à l'occasion de la tournée d'été de 1998. L'équipe, privée de ses cadres, se rend dans l'hémisphère sud pour disputer une série de quatre test matchs,,. Les officiels de la fédération australienne se plaignent dès l'annonce officielle des joueurs de la qualité de l'effectif anglais, le joueur le plus expérimenté (Ben Clarke) n'ayant que 31 sélections, menaçant même de sanctionner la RFU,. L'affaire va très loin, au point que plusieurs fédérations envisagent d'exclure l'Angleterre de l'International Rugby Board. En plus des blessés, Woodward se voit privé des joueurs des Northampton Saints, que le propriétaire du club refusait de libérer pour la tournée,,. Pire, certains joueurs avaient disputé près de 50 matchs durant la saison 1997-1998. Sur les 36 joueurs convoqués, 20 n'ont jamais eu de cape avec l'Angleterre et 5 seulement avaient plus de 10 sélections. Avant même le premier match, le capitaine désigné, le demi de mêlée Matt Dawson, se blesse victime d'une entorse au genou,. Lors du premier match contre l'Australie, l'Angleterre, composée d'une équipe très novice avec cinq joueurs non capés, concède sa plus lourde défaite, sur un score de 76 à 0, concédant notamment cinq essais dans les dix dernières minutes,,,,. C'était par la même occasion la plus large victoire de l'Australie,. Le score aurait pu être à peine moins sévère si Jonny Wilkinson, titulaire pour la première fois, n'avait pas manqué deux coups de pied de pénalité,. Les six autres matchs, dont trois test matchs contre la Nouvelle-Zélande et l'Afrique du Sud, se soldent par six autres défaites. Lors du premier des deux tests contre la Nouvelle-Zélande, le deuxième ligne Danny Grewcock fut exclu par l'arbitre Wayne Erickson pour avoir donné un coup de pied au visage du talonneur adverse Anton Oliver. Sur le total des quatre test matchs, l'Angleterre concéda 198 points et n'en marqua que 32, tous contre la Nouvelle-Zélande,. Rares seront les joueurs de cette tournée à être rappelés en sélection,. La suite de la saison est plus aisée, avec deux victoires en qualifications pour la Coupe du monde 1999 et une victoire de prestige contre l'Afrique du Sud (13-7) à Twickenham, mettant fin au passage à une série de 17 victoires consécutives pour les Springboks,. C'était d'ailleurs la première victoire d'une nation de l'hémisphère nord contre une nation de l'hémisphère sud depuis la victoire de la France contre la Nouvelle-Zélande en novembre 1995.
L'Angleterre arrive logiquement comme favorite à la victoire lors du Tournoi des Cinq Nations 1999. Néanmoins, à deux semaines de l'ouverture de la compétition, l'Angleterre est exclue du Tournoi. Le problème venait des droits de diffusion au Royaume-Uni, le groupe Sky de Rupert Murdoch ayant obtenu l'exclusivité des droits pour les matchs de l'Angleterre en 1996. À deux doigts d'être remplacée par l'Italie, l'Angleterre fut réintégrée à l'issue d'un long compromis. Le premier match fut celui qui détermina la victoire finale. Recevant l'Écosse à Twickenham, l'Angleterre attendit la toute fin de match pour s'imposer sur le score de 24 à 21. Ce fut la meilleure performance écossaise en Angleterre depuis la victoire lors du Tournoi des cinq nations 1983 et la meilleure depuis la défaite à Murrayfield lors du Tournoi des Cinq Nations 1994,. Les deux matchs suivants sont facilement remportés face à l'Irlande puis la France, mais l'Angleterre perd le Tournoi et l'occasion de remporter le Grand Chelem lors de la dernière journée contre le Pays de Galles, perdant à la dernière minute sur un essai de Scott Gibbs (32-31),,. La veille, l'Écosse l'avait emporté au Stade de France contre la France (36-22). Ce fut la première des quatre années consécutives où l'Angleterre perdit le titre lors de la dernière journée. Vingt ans plus tard, il déclare qu'il s'est beaucoup servi de cette défaite pour préparer la victoire à la Coupe du monde en 2003. 
Le sélectionneur anglais affronte un nouveau problème lorsque son capitaine Lawrence Dallaglio annonce avoir consommé de la cocaïne après la victoire lors du deuxième test lors de la tournée des Lions de 1997 auprès du tabloïd News of the World,. Si le capitaine déchu a déclaré s'être montré « naïf », il a décidé de lui même de renoncer à sa charge,. C'est à partir de là que Martin Johnson est devenu le capitaine de l'équipe. La préparation à la Coupe du monde 1999 fut en partie perturbée par l'affaire Dallaglio, qui ne revient dans l'équipe que pour le match de préparation contre les États-Unis, remporté sur le score de 106 à 8. Le premier match du mondial se déroule de manière idéale, l'Angleterre l'emportant largement sur le score de 67 à 7 contre l'Italie dans le match inaugural de la poule B. Au cours de ce match, Jonny Wilkinson inscrit 32 points dont un essai, et huit essais sont marqués au total face aux Italiens. Cette victoire constituait alors la plus large victoire contre l'Italie. Lors du second match, l'Angleterre subit la puissance de la Nouvelle-Zélande, et notamment de Jonah Lomu qui avait déjà marqué quatre essais lors de la demi-finale de la Coupe du monde 1995, et s'incline sur le score de 30 à 16. Le dernier match de poule, contre les Tonga, est largement remporté sur le score de 101 à 10, un match au cours duquel le pilier Ngalu Taufo'ou fut exclu par l'arbitre Wayne Erickson pour une brutalité commise à l'encontre du troisième ligne Richard Hill. Le match de barrage contre les Fidji est remporté sur le score de 45 à 24, mais l'Angleterre s'incline en quarts de finale contre l'Afrique du Sud, dans un match au cours duquel le demi d'ouverture Jannie de Beer, qui ne devait d'ailleurs pas commencer la rencontre, a inscrit 34 points dont cinq drops, contribuant largement à la victoire des champions du monde en titre,,. Un essai controversé fut accordé aux sud-africains, le demi de mêlée Joost van der Westhuizen ayant pourtant touché la ligne de touche. Paul Grayson réussi à cette occasion une pénalité de 52 mètres, mais il ne peut rien pour empêcher la défaite des siens, étant remplacé par Jonny Wilkinson au bout de 55 minutes de jeu,. Grayson ne sera plus convoqué avec l'Angleterre avant le Tournoi des Six Nations 2003. Malgré la défaite, Woodward fut reconduit dans ses fonctions.
Après l'échec de la Coupe du monde 1999, il obtient des moyens sans précédent de la part de la RFU, avec un budget annuel d'environ 7 millions de livre sterling. Il devient le premier entraîneur à déléguer des phases de l'entraîneur, s'entourant d'adjoints dans tous les domaines,.
Entre la fin du Tournoi des Six Nations 2001 et la victoire lors de la Coupe du monde en 2003, l'Angleterre ne perd que deux rencontres, à chaque fois contre l'équipe de France (en 2002 lors du Tournoi des Six Nations et en match de préparation pour la Coupe du monde en 2003). Il avait d'ailleurs prédit que la France ou l'Angleterre gagnerait le Grand Chelem lors du Tournoi des Six Nations 2002.
Entre le match de poule contre la Nouvelle-Zélande à la Coupe du monde 1999 et le match contre l'Irlande lors du Tournoi des Six Nations 2004, l'Angleterre fut invaincue à domicile.

## Palmarès

### Joueur

#### En club
- Vainqueur de la Coupe d'Angleterre en 1980, 1981 et 1982 avec les Leicester Tigers

#### En sélection
- Grand Chelem en 1980
- 2 sélections avec les Lions (toutes en 1980)
- 21 sélections avec l'équipe d'Angleterre
- 16 points
- 4 essais
- Sélections par année : 4 en 1980, 6 en 1981, 5 en 1982, 2 en 1983, 4 en 1984

| Édition                       | Rang | Résultats Angleterre | Résultats C. Woodward | Matchs de C. Woodward |
| ----------------------------- | ---- | -------------------- | --------------------- | --------------------- |
| Tournoi des cinq nations 1980 | 1    | 4 v, 0 n, 0 d        | 4 v, 0 n, 0 d         | 4/4                   |
| Tournoi des cinq nations 1981 | 2    | 2 v, 0 n, 2 d        | 2 v, 0 n, 2 d         | 4/4                   |
| Tournoi des cinq nations 1982 | 2    | 2 v, 1 n, 1 d        | 2 v, 1 n, 1 d         | 4/4                   |
| Tournoi des cinq nations 1983 | 5    | 0 v, 1 n, 3 d        | 0 v, 0 n, 1 d         | 1/4                   |
| Tournoi des cinq nations 1984 | 4    | 1 v, 0 n, 3 d        | 1 v, 0 n, 3 d         | 4/4                   |

Légende : v = victoire ; n = match nul ; d = défaite ; la ligne est en gras quand il y a Grand Chelem.

### Entraîneur
- Coupe du monde de rugby à XV
  - Vainqueur en 2003
  - Quart de finaliste en 1999
- Tournoi des Six Nations
  - Vainqueur en 2000, 2001 et 2003 (Grand Chelem)
  - Deuxième en 1998, 1999 et 2002
  - Troisième en 2004
- Triple couronne
  - Vainqueur en 1998, 2002 et 2003 (Grand Chelem)
- Calcutta Cup (match contre l'équipe d'Écosse)
  - Vainqueur en 1998, 1999, 2001, 2002, 2003 (Grand Chelem) et 2004
- Millennium Trophy (match contre l'équipe d'Irlande)
  - Vainqueur en 1998, 1999, 2000, 2002 et 2003 (Grand Chelem)
- Trophée Eurostar (match contre l'équipe de France)
  - Vainqueur en 2000, 2001 et 2003 (Grand Chelem)
- Cook Cup (en) (match contre l'équipe d'Australie)
  - Vainqueur en 2000, 2001, 2002 et 2003
- Entraîneur de l'année en 2003